# Jordi Soler
Para el escritor mexicano autor de la novela Bocafloja y locutor de Radioactivo, ir a Jordi Soler (escritor).
Jordi Soler Esperalba (nacido en Mataró, Barcelona el 21 de marzo de 1969) es un exjugador de baloncesto español.

## Biografía
Es hijo del también baloncestista Josep María Soler, que llegó a ser internacional con España en la década de los 60, se formó en las categorías juniors del FC Barcelona, y tras dar el salto a la primera plantilla y permanecer en la misma durante 4 temporadas (1985-89) sin apenas participar en las rotaciones, se marcha a probar suerte en el TDK Manresa (1989-90) y en el Zumos Juver de Murcia Club (1990-91) y tras cuajar dos magníficas temporadas en dichos equipos, es repescado por el Barcelona (temporada 91-92) aunque no consigue encajar en los sistemas de Aíto García Reneses en primera instancia y de Bozidar Maljkovic posteriormente, por lo que abandona definitivamente el club azulgrana para recalar en las filas del Ferrys Llíria (temporada 92-93)
Pese a su excepcional campaña en el Ferrys, no consigue evitar el descenso de categoría del club de Llíria en el play off de descenso a manos del Cáceres C.B.. Y fue precisamente el club extremeño el que le fichó para la temporada  93-94 y en el que probablemente disfrutase de su mejor etapa (por números y resultados deportivos) ya que como director del mismo llegó a jugar unas semifinales de la copa Korac (temporada 94-95)
Tras abandonar la disciplina del club cacereño, recala nuevamente en el C.B. Murcia (1995-96) donde tras una lesión fortuita que se produjo en un choque con su compañero de equipo Bobby Martin y que le dejó con una fisura en el cráneo, se pierde varios partidos. Al año siguiente recala en el que iba a ser su último equipo ACB: El Baloncesto Fuenlabrada, pero tras una temporada más que discreta abandona el mismo y tras su paso por el discreto U.E. Mataró de la liga EBA y el Melilla Baloncesto de la LEB, finaliza su carrera disputando un puñado de partidos en el U.E. Montgat de Segunda División en la temporada 1998-99

## Trayectoria profesional
- FC Barcelona (1985-1989)
- TDK Manresa (1989-1990)
- Club Baloncesto Murcia (1990-1991)
- FC Barcelona  (1991-1992)
- Club Bàsquet Llíria (1992-1993)
- Cáceres C.B. (1993-1995)
- Club Baloncesto Murcia (1995-1996)
- Baloncesto Fuenlabrada (1996-1997)
- U.E. Mataró (Liga EBA) (1997-1998)
- Melilla Baloncesto (Liga LEB) (1997-1998)
- UE Mongat (Segunda División Nacional) (1998-1999)

## Palmarés
- Liga ACB (1987, 1988, 1989).
- Copa del Rey (1987, 1988).
- Copa Príncipe de Asturias (1988).
- Recopa de Europa (1986).
- Copa Korac (1987).

## Internacionalidad
- 4 veces internacional con la selección nacional Absoluta
- Internacional con la selección nacional Junior

## Vida personal
Junto con su padre Josep Maria Soler, es una de las cinco sagas, padre e hijo en ser internacionales por España. Las otras tres son Josep Maria Jofresa y sus hijos Rafael Jofresa y Tomás Jofresa, Pepe Laso y Pablo Laso y José Manuel Beirán y Javier Beirán y Santi Aldama y Santi Aldama.